# Good Bye, Lenin!
Good bye, Lenin! je německá filmová komedie s prvky dramatu z roku 2003. Natočil ji režisér Wolfgang Becker podle scénáře, na kterém se podílel společně s Berndem Lichtenbergem. Film měl premiéru 17. listopadu 2003. Snímek získal v Berlíně Evropskou filmovou cenu za rok 2003.

## Děj
Je 7. říjen 1989 a Německá demokratická republika slaví své 40. narozeniny. Alex si vzal v práci volno a popíjí v parku, zatímco na hlavní třídě duní vojenská přehlídka. Večer se vydává na protirežimní demonstraci. Jeho matka, Christiane Kernerová, která se po emigraci svého muže do Západního Berlína stane zapřisáhlou socialistkou a vstoupí do SED, se chystá na předávání státních cen do Paláce republiky. Cestou do Paláce republiky se její taxík dostane do zácpy vytvořené demonstrací, Christiane vystupuje, protestuje u policistů proti zákroku proti demonstrantům a v tom uvidí svého syna jak je zatýkán Stasi. Postihne ji téměř smrtelná srdeční příhoda a upadne do kómatu.
Alex za matkou pravidelně dochází do nemocnice, kde se seznámí s ošetřovatelkou Larou (pocházející ze Sovětského svazu) a zamilují se do sebe.
Christiane se probere po osmi měsících. Berlínská zeď mezitím padla a doktoři se obávají, že Christiane by další šok nepřežila. Alex se o ni začne starat a spolu s přáteli vytváří falešné televizní zprávy, které přehrává pomocí video přehrávače ukrytého ve vedlejší místnosti. Postupně pro ni vytvářejí takové prostředí, aby nepřišla na to, že starý režim je již v propadlišti dějin, což je velice náročné, protože s příchodem západní marky zmizelo z obchodů veškeré "socialistické" zboží.
Jednoho dne zesílí Christiane natolik, že může vyjít ven. Alex se svou sestrou Arianou ji rychle najdou a v televizi jí pustí další zprávu, ve které vyhlásí, že západní občané utíkají na východ.
Christiane si přeje jet na chatu a toho večera dostane další infarkt.
Když se Christiane probudí, Lara jí poví pravdu. Christiane pochopí, čím vším si musel její syn projít, když pro ni vytvářel odlišný svět a jak moc ji miluje a rozhodne se, že mu neřekne, že to ví.
Christiane o tři dny později v klidu zemře (shodou okolností v den znovusjednocení Německa).

## Obsazení
- Daniel Brühl
- Nico Ledermülle
- Katrin Saß
- Čulpan Chamatovová
- Maria Simon
- Florian Lukas
- Alexander Beyer
- Burghart Klaußner
- Michael Gwisdek
- Christine Schorn
- Jürgen Holtz
- Jochen Stern
- Ernst-Georg Schwill
- Stefan Walz
- Eberhard Kirchberg
- Hans-Uwe Bauer